# Альсате, Дарио
Дарио Альсате (исп. Darío Alzate; род. 27 мая 1955) — колумбийский шахматист, международный мастер (1983).
Чемпион Колумбии (1989, 1998, 2001 и 2005).
В составе сборной Колумбии участник 7-и Олимпиад (1982—1984, 1990, 1996—1998, 2002—2004).

## Изменения рейтинга
| Графики недоступны из-за технических проблем. См. информацию на Фабрикаторе и на mediawiki.org. |